# Printrbot

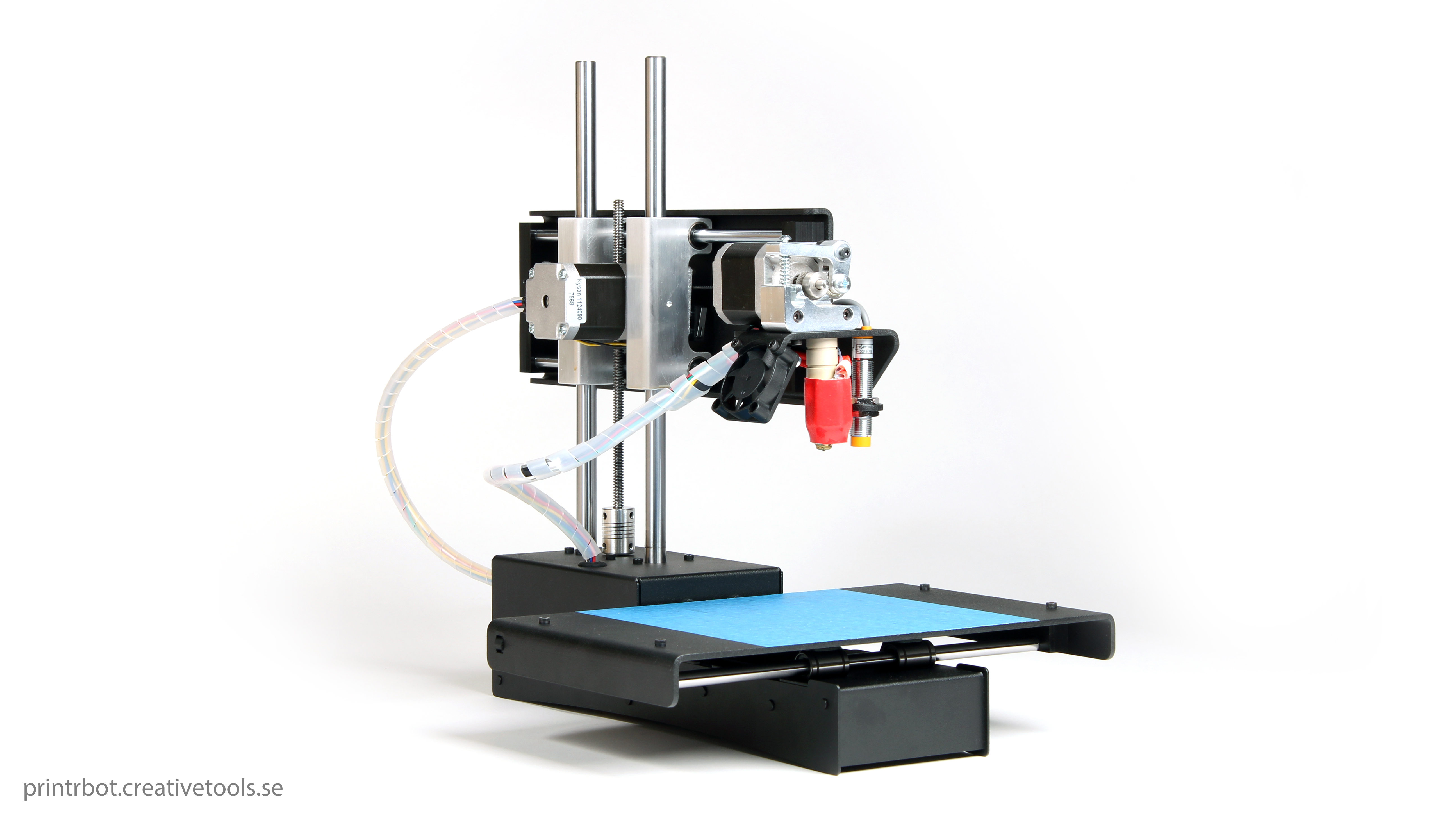
Modelo Printrbot Simple Metal

Printrbot é uma empresa na área de impressão 3D criada por Brook Drumm e originalmente financiada através do Kickstarter. Suas impressoras são destinadas a usuários domésticos iniciantes, através de seu tamanho pequeno, baixo custo e facilidade de montagem (alega-se que demora 45 minutos). Impressoras Printrbot produzem modelos de plástico a partir de modelos tridimensionais. As impressoras Printrbot têm hardware livre e seu design está disponível online de graça. Desde sua criação, a Printrbot original foi descontinuada e substituída por versões mais recentes que variam em preço, tamanho e funcionalidade. Em abril de 2012, Printrbot foi o projeto de tecnologia mais financiado no Kickstarter depois de receber $830.827 de dólares em dezembro de 2011.

## Projeto e operação
Printrbots são vendidas já totalmente montadas, ou como um kit que requer montagem. Objetos são impressos pela deposição de filamentos de plástico ABS ou PLA fundido sobre uma plataforma, a partir de uma cabeça de impressão. Dependendo do modelo, ou a plataforma ou a cabeça de impressão se move nos eixos horizontais X e Y, utilizando motores elétricos guiados por hastes de metal. Os modelos a serem impressos são enviados para a impressora através de uma conexão USB usando software especializado, como Pronterface (recomendado pelo fabricante no lançamento inicial da Printrbot).

## Printrbot na educação
No início de 2015, Printrbot anunciou duas novas iniciativas para ajudar as escolas a terem acesso a impressoras 3D. O primeiro programa, chamado Printrbot Ambassadors, permite que escolas inscritas peçam uma Printrbot Simple Metal montada com 1 kg de filamento por um mês de graça. O único custo é o de envio. Depois de um mês, a escola tem a opção de comprar a impressora 3D a um preço reduzido ou enviá-la de volta para Printrbot. O segundo programa permite que as escolas comprem uma Printrbot Simple Metal por 399 dólares. Todas as escolas que compraram são listadas publicamente, até 2 de agosto de 2015, cerca de 126 escolas e universidades estavam usando impressoras Printrbot.